# Vissi d'arte

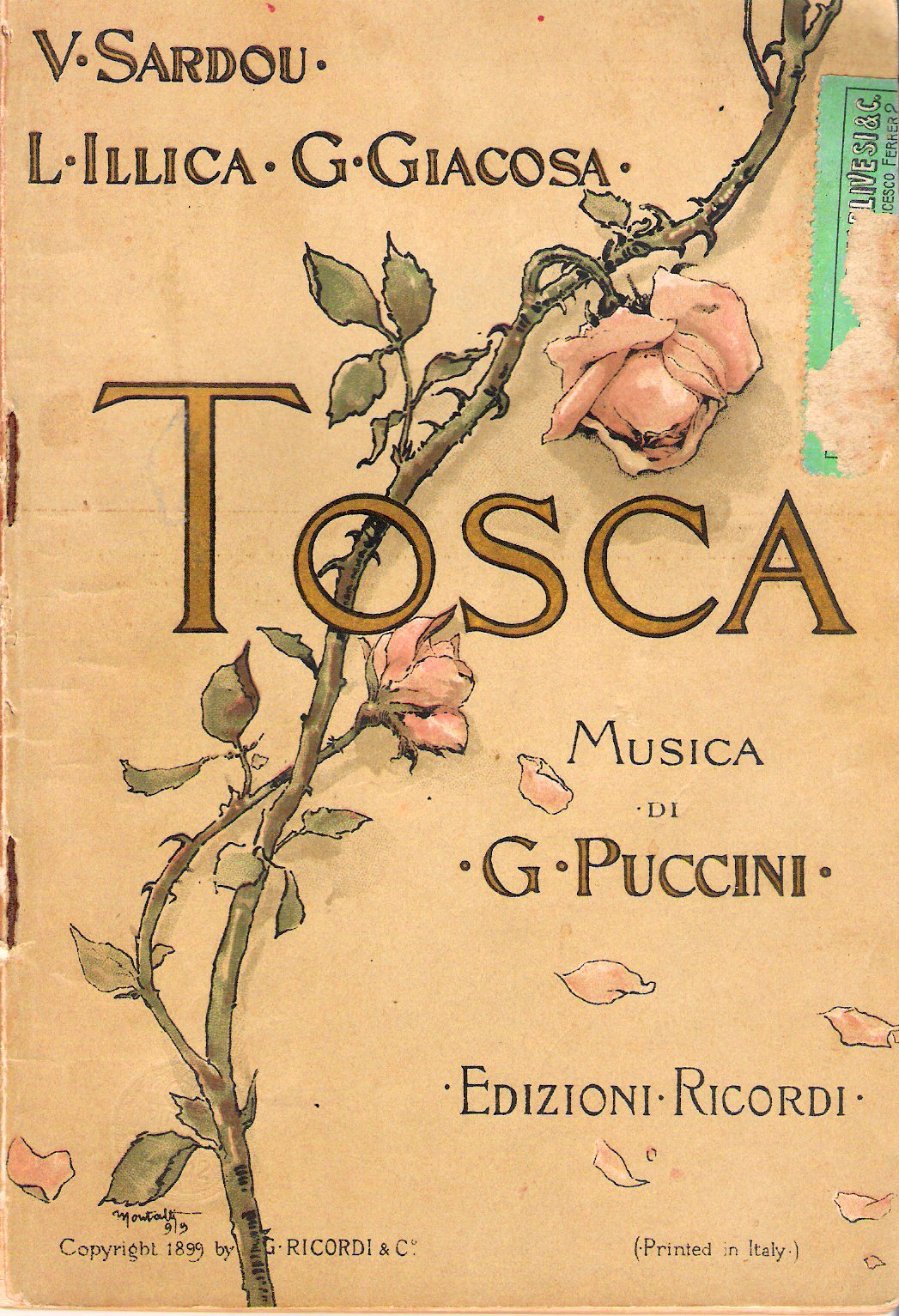
Couverture de livret (1899).

Vissi d'arte (en français : « j'ai vécu pour l'art ») est un air de soprano de Tosca, l'opéra italien de Puccini inspiré de la pièce de Victorien Sardou. Cette aria tragique est chantée par Floria Tosca, la cantatrice héroïne de l'opéra, au cours de l'acte II, après que le baron Scarpia, chef de la police secrète de Rome reprise aux troupes françaises par les Anglais, lui a demandé de s'offrir à lui pour une nuit en échange de la libération de son amant, le peintre Mario Cavaradossi, qui a aidé Cesare Angelotti, ancien consul de la République romaine fondée par Napoléon, après son évasion de la prison du château Saint-Ange.

## Interprétation
Depuis l'interprétation de Maria Jeritza (1887-1982) au début du XXe siècle, les cantatrices chantent traditionnellement cette aria allongées sur le sol, face contre terre, en signe d'affliction . Néanmoins les cantatrices « modernes » le chanteront assises et/ou à genoux. Cependant Maria Callas, notamment dans sa version de 1964 à Covent Garden, le chantera debout avec les mains en prière.

## Livret
| Paroles originales en italien | Traduction en français |
| --- | --- |
| Vissi d'arte, vissi d'amore, Non feci mai male ad anima viva! Con man furtiva Quante miserie conobbi aiutai. Sempre con fè sincera La mia preghiera Ai santi tabernacoli salì. Sempre con fè sincera Diedi fiori agli altar. Nell'ora del dolore Perché, perché, Signore, Perché me ne rimuneri così? Diedi gioielli della Madonna al manto, E diedi il canto agli astri, al ciel, Che ne ridean più belli. Nell'ora del dolore, Perché, perché, Signore, Ah, perché me ne rimuneri così? | J'ai vécu d'art, j'ai vécu d'amour, Je n'ai jamais fait de mal à âme qui vive ! Par une main cachée J'ai soulagé toutes les misères que j'ai rencontrées. Toujours avec une foi sincère Ma prière Est allée vers le saint tabernacle. Toujours avec une foi sincère J'ai offert des fleurs à l'autel. En ce temps de douleur Pourquoi, pourquoi, Seigneur, Pourquoi m'en récompenses-tu ainsi ? J'ai offert des joyaux pour le manteau de la Madone, Et offert mon chant aux étoiles, au ciel, Qui en resplendissaient, encore plus beaux. En ce temps de douleur Pourquoi, pourquoi, Seigneur, Ah, pourquoi m'en récompenses-tu ainsi ? |